# 布阿爾
布阿爾是中非共和國西部的市集，也是納納-曼貝雷省的首府，毗鄰與喀麥隆和乍得接壤的邊界，海拔高度1,046米，市內有機場設施，2003年人口40,353。2006年4月11日，聯合國教科文組織把城市北部和東部用作天文用途的巨石列入世界遺產的候選名錄。